# Движение за освобождение и справедливость
Движение за освобождение и справедливость (англ. Liberation and Justice Movement) — повстанческая группа в дарфурском конфликте в Судане.

## История
Движение было сформировано в феврале 2010 года в целях ведения переговоров двумя существовавшими к этому моменту коалициями. В него вошли поддерживаемые Ливией Революционные силы освобождения Судана (англ. Sudan Liberation Revolutionary Forces, SLRF) и ассоциируемая со Специальным посланником США в Судане генералом Скоттом Грейшеном Аддис-Абебская группа (англ. Addis Ababa Group). Часть группировок присоединилась к движению позже, в апреле 2010 года. В военном отношении движение не имело общего военного командования, а по отдельности силы входящих в него организаций были незначительными.
В состав Движения за освобождение и справедливость вошли следующие организации:
- Революционные силы освобождения Судана:
  - Армия освобождения Судана — Полевое командование (англ. Sudan Liberation Army (SLA)-Field Leadership)
  - АОС — Единство (англ. SLA-Unity)
  - АОС — Джуба (англ. SLA-Juba)
  - АОС — Хамис Абакер (англ. SLA-Khamis Abaker)
  - АОС — Мейнстрим (англ. SLA-Mainstream)
  - Объединённый фронт революционных сил (англ. United Revolutionary Forces Front, URFF), единственная в рамках Революционных сил освобождения Судана реальная военная сила
- Аддис-Абебская группа
  - АОС — Единство
  - АОС — Джуба
  - Объединённый фронт сопротивления (англ. United Resistance Front, URF), лучше всего вооружённая часть Аддис-Абебской группы
  - Осколок группировки АОС - Абдель Вахид (англ. SLA-Abdul Wahid, с апреля 2010 возглавлялся Бабикером Абдаллой, с декабря 2010 — Али Харуном).

Объединение Революционных сил освобождения Судана и Аддис-Абебской группы стало результатом международного давления, и его финансирование обеспечивали посредники в мирных переговорах, Ливия и США. Лидером движения стал выходец из народа фор доктор Тиджани Сесе, бывший профессор экономики Хартумского университета и бывший член партии Умма, министр финансов и губернатор Дарфура в период правления Садыка аль-Махди (1986—1989). Сесе, проживавший за пределами Судана в предшествующие 20 лет, не принимал личного участия в повстанческом движении, однако в рамках мирного процесса в Судане участие представителя племени фор было весьма желательным. В структуре движения насчитывалось 5 заместителей председателя — двое от масалитов и по одному от загава, фор и арабов. Генеральным секретарём движения стал Бахр Идрис абу Гарда из Объединённого фронта сопротивления, номинальным верховным командующим — Али Карабино и секретарём по мирным переговорам — Таджуддин Башир Ниам, бывший заместитель председателя переговорной делегации Движения за справедливость и равенство в Абудже.
Движение за освобождение и справедливость участвовало в мирных переговорах в Дохе, состоявшихся в декабре 2010 года и в январе 2011 года. Лидер движения заявил, что оно приняло основные предложения мирного документа по Дарфуру, сформулированные совместными посредниками. 29 января 2011 года лидеры Движения за освобождение и справедливость и Движения за справедливость и равенство опубликовали совместное заявление, в котором заявили о своей приверженности Дохинским переговорам и согласились принять участие в Дохинском форуме в феврале 2011 года. Движение за освобождение и справедливость подписало новое мирное соглашение по Дарфуру с суданским правительством в июле 2011 года; однако различные фракции группы объединились с Движением за справедливость и равенство. Эти переходы частично инспирировала Ливия, отказавшаяся от поддержки Движения за освобождение и справедливость после того, как убедилась в невозможности его контролировать.
В январе 2015 года Тиджани Сесе отстранил от должности генерального секретаря Движения за освобождение и справедливость Бахра абу Гарду. Отставка стала результатом разногласий по вопросу реализации некоторых аспектов соглашений о безопасности, что помешало зарегистрировать Движение за освобождение и справедливость как политическую партию. Почти сразу же после этого Временный совет движения отправил в отставку с поста председателя самого́ Сесе. Уже в феврале того же года Сесе зарегистрировал партию Национальное движение за освобождение и справедливость, которая затем участвовала в выборном процессе отдельно от его предыдущей организации, также принявшей участие в апрельских выборах как политическая партия. Фракция, возглавляемая абу Гардой, получила официальное название Партии освобождения и справедливости (англ. Liberation and Justice Party).